# كورت أبراهامز
كورت أبراهامز (بالإنجليزية: Kurt Abrahams)‏ (30 ديسمبر 1996 بكيب تاون في جنوب أفريقيا - ) هو لاعب كرة قدم جنوب أفريقي في مركز الهجوم. لعب مع نادي سينت ترويدن.

## وصلات خارجية
- كورت أبراهامز على موقع قاعدة بيانات كرة القدم.إي يو (الإنجليزية)
- كورت أبراهامز على موقع Soccerway.com (الإنجليزية)